# 章节

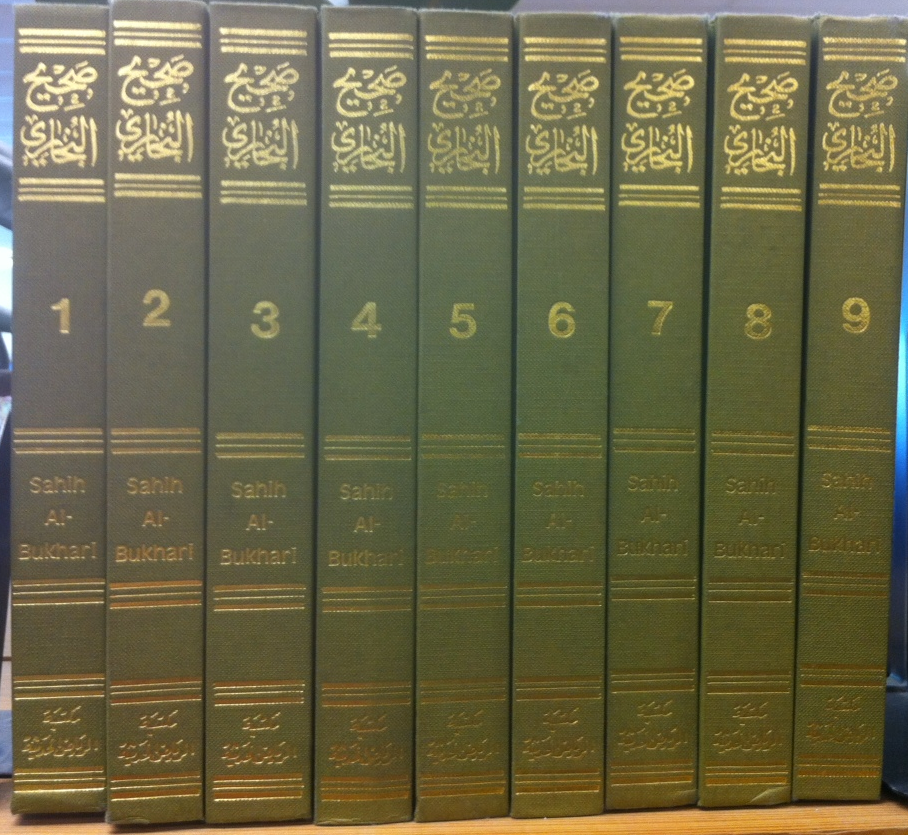
布哈里聖訓，共3882章。

章节是指如散文、诗歌、法律等书籍根據文中主題所劃分的段落文字。有時一個大章節還能劃分為多个小章节。有時章节只有一個编号，有時也有标题，或者两者兼而有之。例如掉下兔子洞就是《爱丽丝梦游仙境》的第一章。

## 章节历史
许多古籍就没有分章。 在古希腊著作中，一些手稿有目录，但文本中並没有出现标题而只有编号。公元五世纪左右，有些人開始将书籍內容分成一個個章节。 